# École des technologies numériques appliquées
École des technologies numériques appliquées, ETNA, är en fransk Grande École som utexaminerar informatikingenjörer i norra Frankrike (Ivry-sur-Seine), och som är medlem av IONIS Education Group.